# Gonocytisus pterocladus
Gonocytisus pterocladus là một loài thực vật có hoa trong họ Đậu. Loài này được (Boiss.) Spach miêu tả khoa học đầu tiên.